# Johann Ludwig I. (Anhalt-Zerbst)

Johann Ludwig I.

Johann Ludwig I. von Anhalt-Zerbst (* 4. Mai 1656 in Zerbst; † 1. November 1704 in Dornburg) aus dem Haus der Askanier war ein Fürst von Anhalt-Zerbst.

## Leben
Johann Ludwig war ein jüngerer Sohn des Fürsten Johann von Anhalt-Zerbst (1621–1667) aus dessen Ehe mit Sophie Auguste (1630–1680), Tochter des Herzogs Friedrich III. von Holstein-Gottorp. Seit seiner Jugend litt Johann Ludwig an einem Gebrechen an seinem linken Schenkel, weshalb er seine Grand Tour erst 1677 beginnen konnte.
Im Jahr 1684 trat er als Hauptmann in kaiserliche Dienste, nahm am Feldzug in Ungarn teil und zog sich später auf Schloss Dornburg zurück. Johann Ludwig ist der Begründer der Linie Dornburg, die 1742 die Hauptlinie Anhalt-Zerbst beerbte.
Unter dem Gesellschaftsnamen Der Besprengte wurde er als Mitglied in die literarische Fruchtbringende Gesellschaft aufgenommen.

## Ehe und Nachkommen
Johann Ludwig heiratete am 23. Juli 1687 in Halle (Saale) Christine Eleonore von Zeutsch (1666–1699). Ab 1672 in Halle zu höfischer Bildung gekommen, hatte sie seit 1684 am Hof des Fürsten von Anhalt-Zerbst gelebt. Sie war eine Tochter des Georg Vollrath von Zeutsch (1624–1689) auf Hedersleben und der Christiane von Weißenbach (1645–1680) aus dem Hause Altranstädt. Ihr Vater war um 1670–1680 Truchsess beim Administrator des Magdeburger Erzstiftes in Halle, August von Sachsen-Weißenfels († 1680), gewesen.
Die Kinder dieser Ehe wurden 1689 durch Kaiser Leopold I. in den Reichsfürstenstand erhoben. Durch sein Dekret werden die Ehe und die Kinder als standesgemäß und hochadlig anerkannt:
- Johann Ludwig II. (1688–1746), Fürst von Anhalt-Zerbst
- Johan August (1689–1709)
- Christian August (1690–1747), Fürst von Anhalt-Zerbst

⚭ 1727 Prinzessin Johanna Elisabeth von Schleswig-Holstein-Gottorf (1712–1760)
- Katharina II. (1729–1796) (als Prinzessin Sophie Auguste Friederike von Anhalt-Zerbst-Dornburg)

- Christian Ludwig (1691–1710), gefallen
- Sophie Christine (1692–1747)
- Eleonore Auguste (1694–1704)
- Johann Friedrich (1695–1742)

⚭ Cajetana von Sperling († 1742)